# 森田雷死久
森田 雷死久（もりた らいしきゅう、1872年（明治5年）1月26日 - 1914年（大正3年）6月8日）は、日本の俳人、僧侶。愛媛県生まれ、本名は愛五郎、僧名は貫了。

## 生涯
愛媛県伊予郡西高柳村（現在の松前町）に生まれる。12歳で真言宗豊山派の長隆寺に入り修行、14歳で宝珠寺に移り、のち上京し京都仏教大学林に入学、権田雷斧の教えを受け、僧名を「貫了」とする。帰郷後は松山市の常福寺住職となる。俳句は正岡子規の友人、武市幡松の叔父を縁に始め、ホトトギスに投句するも大蓮寺の夏行で河東碧梧桐と出会い傾倒、新傾向俳句を県下に広める活動に尽力する。しかし持病の喘息が悪化、42歳で早世。
「環俗の辞」と題した書を真成寺の壁に書き残した。伊予市中央公民館に保管されている。住職を辞めた後、伊予梨の栽培普及を開始、伊予果物同業組合を結成、努力して活躍した。死後の1937年（昭和12年）に唐川地区は日本一の梨の産地となり、伊予梨の誕生となる。現在の「唐川びわ」の先駆けとなる。
海南新聞（現在の愛媛新聞）俳壇選者。
門下に野村朱鱗洞、森薫花壇など。
雷死久の俳号は自身の句「雷公の死して久しき旱かな」より。

## 代表句
愛媛県内で句碑となっている句を挙げる。
- 木芽日和慶事あるらし村人の（松山市）
- 足弱に施薬願わん秋の寺（松山市）
- 夏木立栗の花散る笠の上（伊予市）